# Flor del Carmen Uno
Flor del Carmen Uno är en ort i Mexiko.   Den ligger i kommunen Acacoyagua och delstaten Chiapas, i den sydöstra delen av landet, 800 km sydost om huvudstaden Mexico City. Flor del Carmen Uno ligger 74 meter över havet och antalet invånare är 115.
Terrängen runt Flor del Carmen Uno är platt åt sydväst, men åt nordost är den kuperad. Runt Flor del Carmen Uno är det ganska tätbefolkat, med 96 invånare per kvadratkilometer. Närmaste större samhälle är Escuintla, 8,1 km sydost om Flor del Carmen Uno. Omgivningarna runt Flor del Carmen Uno är en mosaik av jordbruksmark och naturlig växtlighet.